# Illumination (przedsiębiorstwo)
Illumination (wcześniej Illumination Entertainment) – amerykańska wytwórnia filmów animowanych, założona przez Chrisa Meledandri w 2007 roku, należąca do Universal Pictures.

## Historia
Chris Meledandri odszedł ze stanowiska prezesa 20th Century Fox i Blue Sky Studios na początku 2007 roku. W tych wytwórniach nadzorował lub produkował filmy takie jak Epoka lodowcowa, Epoka lodowcowa 2: Odwilż, Roboty i Horton słyszy Ktosia. Po odejściu założył własną firmę Illumination Entertainment z siedzibą w Santa Monica w Kalifornii. W 2008 roku ogłoszono umowę pozycjonującą Illumination Entertainment jako rodzinną grupę rozrywkową NBCUniversal. Nowa wytwórnia począwszy od 2010 roku miała produkować od jednego do dwóch filmów rocznie. Według ustaleń ze spółką matką, Illumination zachowuje kreatywną kontrolę, a Universal wyłącznie dystrybuuje filmy. Latem 2011 roku Illumination przejął dział animacji francuskiego studia animacji i efektów wizualnych Mac Guff, które animowało filmy Jak ukraść księżyc i Lorax. Tym samym w wyniku fuzji powstało Illumination Mac Guff.
Meledandri jest zwolennikiem stosowania kosztowo wydajnego modelu biznesowego, wychodząc z założenia, iż „ścisła kontrola kosztów i trafione filmy animowane nie wykluczają się wzajemnie”. W branży, w której wydatki filmowe często przekraczają 100 mln USD na produkcję, wyróżniającymi się przykładami dzieł z niższym budżetem są m.in. Jak ukraść księżyc z 69 mln USD budżetu, czy Hop z budżetem wynoszącym 63 mln USD. Jednym ze sposobów podtrzymania restrykcyjnego podejścia finansowego jest zastosowanie oszczędnych technik animacji, które obniżają wydatki i czas renderowania grafiki komputerowej.
22 sierpnia 2016 roku korporacja NBCUniversal nabyła konkurencyjne studio DreamWorks Animation, mianując Meledandriego dyrektorem obydwu wytwórni.

## Filmografia
|        | Tytuł oryginalny        | Tytuł polski                       | Filmy       | Filmy | Lata emisji |
| wydane | Tytuł oryginalny        | Tytuł polski                       | w produkcji |       | Lata emisji |
| ------ | ----------------------- | ---------------------------------- | ----------- | ----- | ----------- |
| 1.     | Despicable Me           | Jak ukraść księżyc                 | 6           | 1     | od 2010     |
| 2.     | The Secret Life of Pets | Sekretne życie zwierzaków domowych | 2           | 1     | od 2016     |
| 3.     | Sing                    | Sing                               | 2           | 1     | od 2016     |
| 4.     | Super Mario Bros        | Super Mario Bros                   | 1           | 1     | od 2023     |